# Myrmotherula behni
Myrmotherula behni е вид птица от семейство Thamnophilidae.

## Разпространение
Видът е разпространен в Бразилия, Венецуела, Гвиана, Еквадор, Колумбия и Френска Гвиана.